# 岡薩羅·加西亞
岡薩羅·加西亞（義大利語：Gonzalo Garcia；1984年2月18日—）是一位意大利橄欖球運動員。他是意大利國家橄欖球隊的一員，代表意大利參加了2015年世界盃橄欖球賽。